# 藤岡常彦
藤岡 常彦（ふじおか つねひこ、1850年（嘉永3年8月） - 1919年（大正8年）8月18日）は、日本の政治家、衆議院議員（2期）。

## 経歴
肥後国上益城郡朝日村(のち熊本県上益城郡清和村、現・山都町)生まれ。農業を営む。庄屋代役、庄屋、里正試補、戸長、熊本県会議員、上益城、下益城郡書記、鹿本郡長となる。
1895年12月、紫垣伴三の退職による補欠選挙で熊本4区から立候補して初当選した。続く1898年3月の第5回衆議院議員総選挙では国民協会から立候補して再選した。衆議院議員を2期務め、同年8月の第6回衆議院議員総選挙は不出馬。1919年に死去した。